# 芬兰人
芬兰人（芬蘭語：Suomalaiset，發音：[ˈsuo̯mɑlɑi̯set]）简称芬人，是欧洲一个說芬兰-乌戈尔语族中芬兰语的民族。大部分芬兰人居住在芬兰，是芬兰人口中的主体民族。在芬兰周边国家也有一些要么世居或者移居该地的芬兰人族群，这些族群有时会被认为是独立的民族，而不是芬兰人的分支。这些族群包括在挪威境内的克文人和森林芬兰人、瑞典境内的托尔讷河谷人，以及俄罗斯境内的英格里芬兰人。此外也有很多芬兰人的后裔居住在芬兰之外的国家，其中最大的群体是芬兰裔美国人和芬兰裔瑞典人。
除了民族上的概念之外，有时芬兰人也指具有芬兰共和國国籍者，或芬蘭境內的民族或族群，而不管其母语为何。在中國文献里描叙芬兰民族结构时，会把母语为芬兰语的人称为“芬兰族”，母语为瑞典语的人称为“瑞典族”。

## 词源

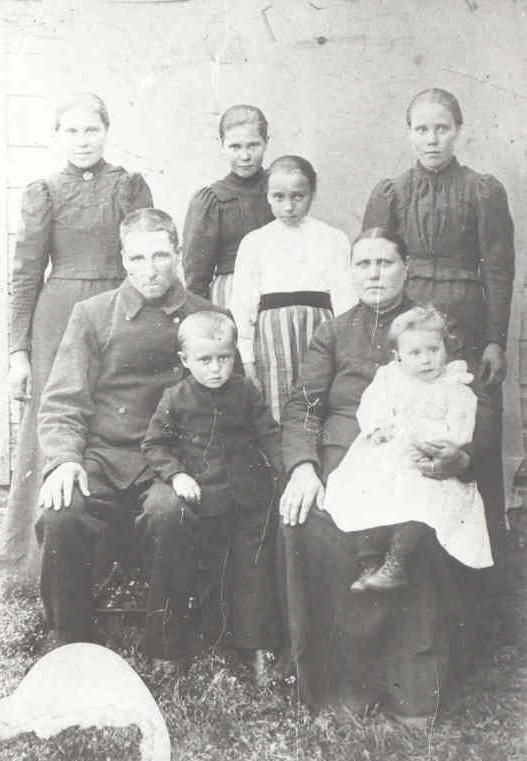
1901年一个芬兰人家庭的全家福

華語“芬兰”这个词显然来源于瑞典语的单词“Finland”，由此派生出“芬兰人”这个词。而“Finland”这个单词据信最早书面记载在三块如尼石刻上。有两块石刻是在瑞典乌普兰省发现的，上面刻有“finlonti”字样（U 582）。第三块是在哥得兰岛上发现的，上面刻有“finlandi”字样（G 319），这块石刻可以追溯至13世纪。这个名字猜测是跟芬兰人部落名字相关，而这个部落名字在公元98年首次提及（其具体意义还有待考证）。
在芬兰语里“芬兰”这个单词是“Suomi”，这个单词的来源不太清楚。一个解释是其来自原始波罗的语言里的单词*źemē，意为“土地”。除了在跟芬兰语相近的语言里（芬兰语支）之外，这个名字也在波罗的语族中的拉脱维亚语和立陶宛语里使用。而另外一个解释是印欧语系里的单词*gʰm-on（意为“人”，参见哥特语单词guma及拉丁单词homo），这个单词转借为*ćoma。

## 语言
芬兰人说的芬兰语同其它芬兰语支的语言，如爱沙尼亚语和卡累利阿语，最接近。芬兰语支是包括匈牙利语在内的乌拉尔语系下的一个分支。这些语言跟在欧洲其它属于印欧语系的语言有很大的不同。芬兰人也可以根据不同的方言而划分成不同的民系（芬蘭語：heimo），然而这种划分因为国内人口的频繁迁徙而变得越来越不重要。

## 分支

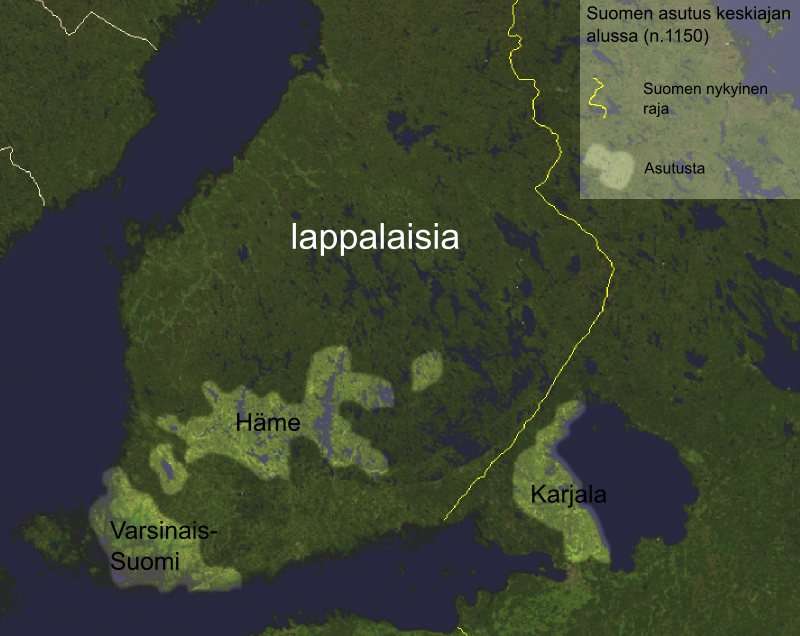
1150年左右时芬兰各部落的居住区域：芬兰本部（Varsinais-Suomi）、海梅（Häme）、卡累利阿（Karjala）

芬兰人在传统上被认为是源自两支说原始芬兰语的不同方言的人群，所以有西部和东部芬兰人之分。另外还存在传统上依据方言和当地文化的不同而称为部落的划分方式。虽然表面上是根据铁器时代的居住范围，但这种部落的划分是在19世纪民族主义上升时根据方言的不同来构建的。
- 西部[17]
  - 海梅人（英语：Tavastians）：海梅省
  - 博滕人（芬蘭語：pohjalaiset）：博滕省
    - 托尔讷河谷人（芬蘭語：tornionlaaksolaiset）：瑞典北博滕省

  - 芬兰本部人（芬蘭語：varsinaissuomalaiset）：芬兰本部
- 东部
  - 英格里芬兰人（芬蘭語：inkerinsuomalaiset）：英格里亚（现俄罗斯境内）
  - 卡累利阿芬兰人（芬蘭語：karjalaiset）：芬兰语的卡累利阿方言跟俄罗斯境内的卡累利阿語是有区别的，实际上在北卡累利阿区说的是萨沃方言（英语：Savonian dialects）
  - 萨沃人（英语：Savonian people）：说萨沃方言
- 外移群体
  - 森林芬兰人（芬蘭語：metsäsuomalaiset）：瑞典和挪威
  - 瑞典芬兰族（芬蘭語：ruotsinsuomalaiset）：瑞典
  - 托尔讷河谷人（芬蘭語：länsipohjalaiset）：瑞典
  - 克文人（芬蘭語：kveenit）：挪威芬马克郡
  - 移居其它国家的芬兰人（芬蘭語：ulkosuomalaiset），如芬裔美国人

芬兰历史省份跟上面的划分有点类似。而芬兰行政区，另一个从过去的行政管理体系继承下来的划分，也进一步体现了芬兰人的区域身份。